# Polyphaenis graslini
Polyphaenis graslini är en fjärilsart som beskrevs av Culot 1913. Polyphaenis graslini ingår i släktet Polyphaenis och familjen nattflyn. Inga underarter finns listade i Catalogue of Life.